# Drosophila nigridentata
Drosophila nigridentata este o specie de muște din genul Drosophila, familia Drosophilidae, descrisă de Watabe, Toda și Peng în anul 1995. Conform Catalogue of Life specia Drosophila nigridentata nu are subspecii cunoscute.